# Vlokken
Los vlokken (en holandés ‘copos’) son escamas de chocolate curvadas típicas de los Países Bajos, de unos 0,5×2×0,1 cm de tamaño, consumidas habitualmente sobre pan, en forma de tosta. Se venden en diferentes sabores de chocolate, incluyendo negro, con leche, blanco, y mezcla de los tres.